# Photuris trivittata
Photuris trivittata is een keversoort uit de familie glimwormen (Lampyridae). De wetenschappelijke naam van de soort werd voor het eerst geldig gepubliceerd in 2003 door Lloyd & Ballantyne.